# Terlora
Terlora ist eine osttimoresische Aldeia im Suco Soro (Verwaltungsamt Ainaro, Gemeinde Ainaro). 2015 lebten in der Aldeia 692 Menschen.

## Geographie und Einrichtungen
Die Aldeia Terlora bildet den Süden des Sucos Soro. Nördlich befindet sich die Aldeia Guer-Udo und nordöstlich die Aldeia Leolala. Im Westen grenzt Terlora an den Suco Ainaro, im Süden an den Suco Suro-Craic und im Osten an den zum Verwaltungsamt Hatu-Builico gehörenden Suco Mauchiga und an den zum Verwaltungsamt Hato-Udo gehörenden Suco Leolima. Die Grenze zu Mauchiga bildet der Fluss Belulik, die Grenze zu Ainaro sein Nebenfluss Maumall. Im Zentrum der Aldeia befindet sich der Suro-lau, der mit 1261 m höchste Berg des Sucos.
Westlich davon liegt Karlele, das größte Dorf von Terlora. Hier gibt es eine Grundschule. Weitere einzelne Häuser stehen entlang der Straße nach Soro im Norden und Suro-Craic im Süden. Jenseits des Suro-lau gibt es im Osten kaum noch Besiedlung.